# Juramento mortal
Juramento mortal (título original: Dying to Belong) es un telefilme de 1997 dirigido por William A. Graham y protagonizada por Hilary Swank, Sarah Chalke y Jenna von Oÿ.

## Argumento
Lisa Connors es una estudiante de primer año de universidad. Todo le va de maravilla para ella, ha conseguido un trabajo en el periódico universitario y, además, tiene un novio cariñoso llamado Steven Tyler.
Sin embargo, cuando ella y su compañera de piso, Shelby Blake, se interesan por una fraternidad, la imagen perfecta respecto a su situación se convierte en añicos. Un ritual de iniciación durante la "Semana del Infierno" termina en muerte, y el espíritu de lucha de Lisa se despierta entonces por ello. Junto con Steven, ella investiga cada vez más el asunto, destapando las siniestras maquinaciones de una universidad que valora su reputación más que la vida de sus estudiantes.

## Reparto
| Actor                 | Perosnaje      |
| --------------------- | -------------- |
| Hilary Swank          | Lisa Connors   |
| Sarah Chalke          | Drea Davenport |
| Jenna von Oÿ          | Shelby Blake   |
| Laurel Holloman       | Shannon        |
| Jennifer Warren       | Dean Curtis    |
| Gregory Alan Williams | Carl Ridgeley  |
| Tracy Middendorf      | Kim Lessing    |
| Isabella Hofmann      | Gwen Connors   |
| Mark-Paul Gosselaar   | Steven Tyler   |
| Amanda Wilmshurst     | Terry          |

## Producción
La película se filmó en Salt Lake City. Una vez filmada, se estrenó el telefilme el 24 de febrero de 1997.

## Recepción
El telefilme se convirtió con el tiempo en una película de culto hasta el punto de que incluso inspiró para que se hiciese una adaptación de ella más tarde en 2021.
Adicionelmante, hoy en día el telefilme ha sido valorado en portales cinematográficos. En IMDb, por ejemplo, con aproximadamente 1000 votos registrados, el largometraje obtiene una media ponderada de 5,5 sobre 10. En cuanto a Rotten Tomatoes, los más de 250 votos registrados allí le dieron una valoración media de 2,8 de 5. También cabe destacar, que en La Vanguardia el 58 % de los usuarios registrados en ese periódico le dan una valoración positiva a la película.